# Verchnije Sergi
Verchnije Sergi (ryska Верхние Серги) är en ort i Sverdlovsk oblast i Ryssland. Den ligger 100 kilometer västsydväst om Jekaterinburg. Folkmängden uppgår till cirka 6 000 invånare.